# Чутеево (Чувашия)
Чуте́ево (чув. Чутей) — село в Янтиковском районе Чувашской Республики. Административный центр Чутеевского сельского поселения.

## География
Село расположено примерно в 16 км к югу от Янтикова.
Через село проходит автомобильная дорога, соединяющая населённые пункты района с Кайбицким районом Татарстана.

## История
Село известно со времён Казанского ханства. Название села связано с его основателем — некрещённым чувашем Чутеем. Некоторое время село входило в Старотябердинскую волость, а после построенной в селе церкви во имя Рождество Христова иногда называлось Чутеево (Рождественское).

## Население
| 1858 | 2010 | 2012 |
| ---- | ---- | ---- |
| 578  | ↗612 | ↗710 |

К 1858 году в 82 дворах здесь проживало 578 жителей, а в 1913 году число дворов выросло до 175.

## Социальная сфера
- Чутеевская средняя общеобразовательная школа

## Уроженцы
- Морис Яклашкин — дирижёр, музыкальный педагог.